# Plouaret
Plouaret (bretonisch: Plouared) ist eine französische Gemeinde mit 2.230 Einwohnern (Stand: 1. Januar 2022) im Département Côtes-d’Armor in der Region Bretagne; sie gehört zum Arrondissement Lannion und zum Kanton Plestin-les-Grèves. Die Einwohner werden Plouarétais(es) genannt.
Im Februar 2016 war Plouaret eine von 13 Gemeinden, die der Stufe 3 der Charta Ya d’ar brezhoneg zur Förderung der bretonischen Sprache angehörten.

## Geographie
Plouaret liegt etwa zehn Kilometer südlich von der Atlantikküste. Im Südwesten begrenzt der kleine Fluss Roscoat die Gemeinde. Umgeben wird Plouaret von den Nachbargemeinden Ploumilliau im Norden und Nordwesten, Ploubezre im Norden und Nordosten, Le Vieux-Marché im Osten, Plounévez-Moëdec im Süden und Südosten, Lanvellec im Westen sowie Plouzélambre im Nordwesten.
Am Bahnhof Plouaret an der Bahnstrecke Paris–Brest zweigt die Nebenstrecke nach Lannion ab, hier halten Nahverkehrszüge und einzelne TGV.

## Bevölkerungsentwicklung
| Jahr      | 1962 | 1968 | 1975 | 1982 | 1990 | 1999 | 2006 | 2012 | 2019 |
| Einwohner | 2208 | 2196 | 2134 | 2239 | 2099 | 2109 | 2206 | 2179 | 2176 |

## Sehenswürdigkeiten
- Menhir
- Grabhügel (Tumulus) von Kerzistalen
- Kirche Notre-Dame aus dem 16. Jahrhundert, Monument historique seit 1907
- Kapelle Sainte-Barbe aus dem 16. Jahrhundert, Monument historique seit 1926
- Calvaire
- Brunnen Saint-Jean-Baptiste aus dem 18. Jahrhundert, seit 1926 Monument historique
- Haus aus dem 17. Jahrhundert, Monument historique
- Herrenhaus von Guernachanay aus dem 16. Jahrhundert, Monument historique
- Herrenhaus von Kerbridou aus dem 16. Jahrhundert, Monument historique
- Herrenhaus von Kérépol aus dem 16. Jahrhundert, Monument historique
- Herrenhaus von Kerverziou aus dem 15. Jahrhundert
- zahlreiche weitere Herrenhäuser

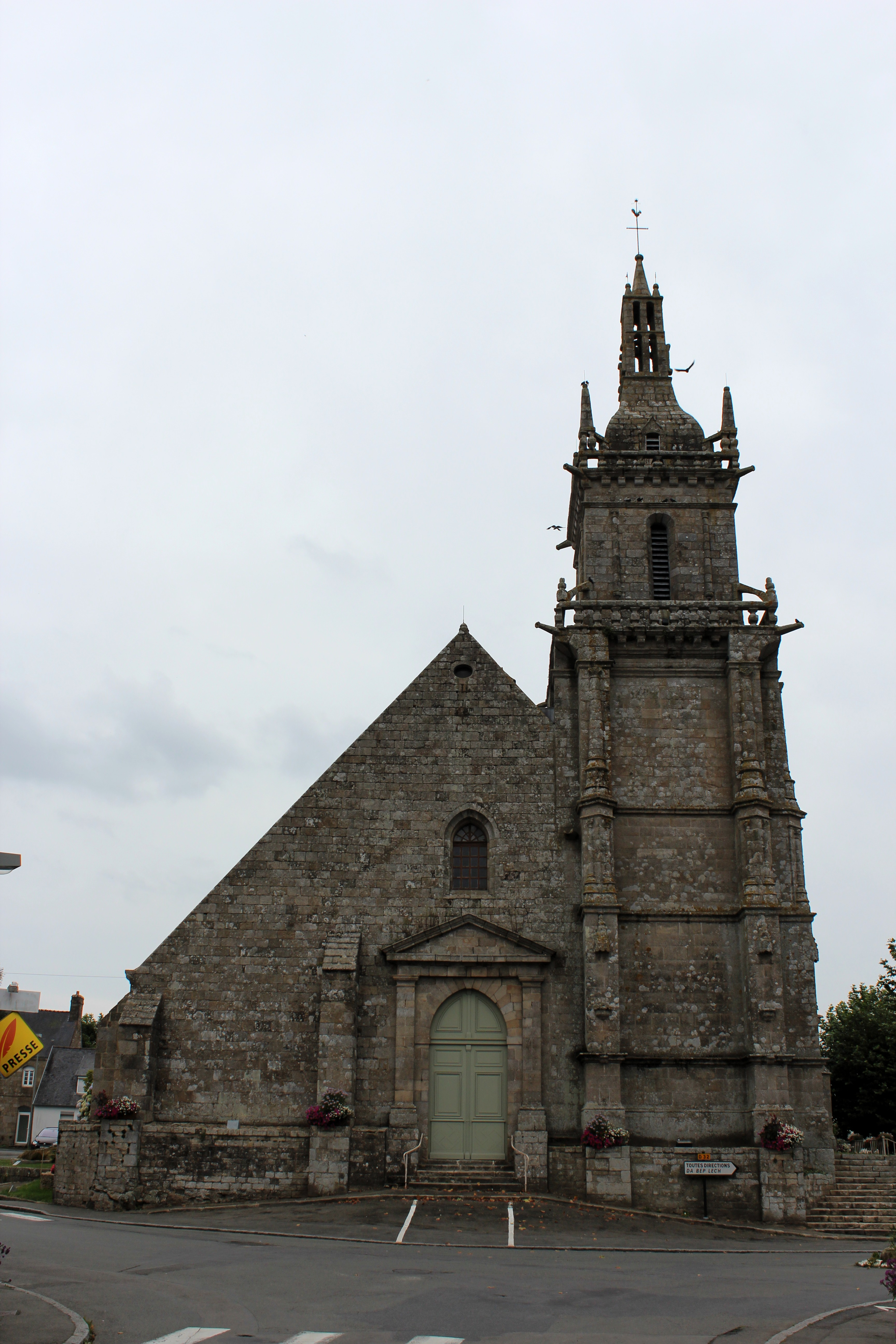
Kirche Notre-Dame
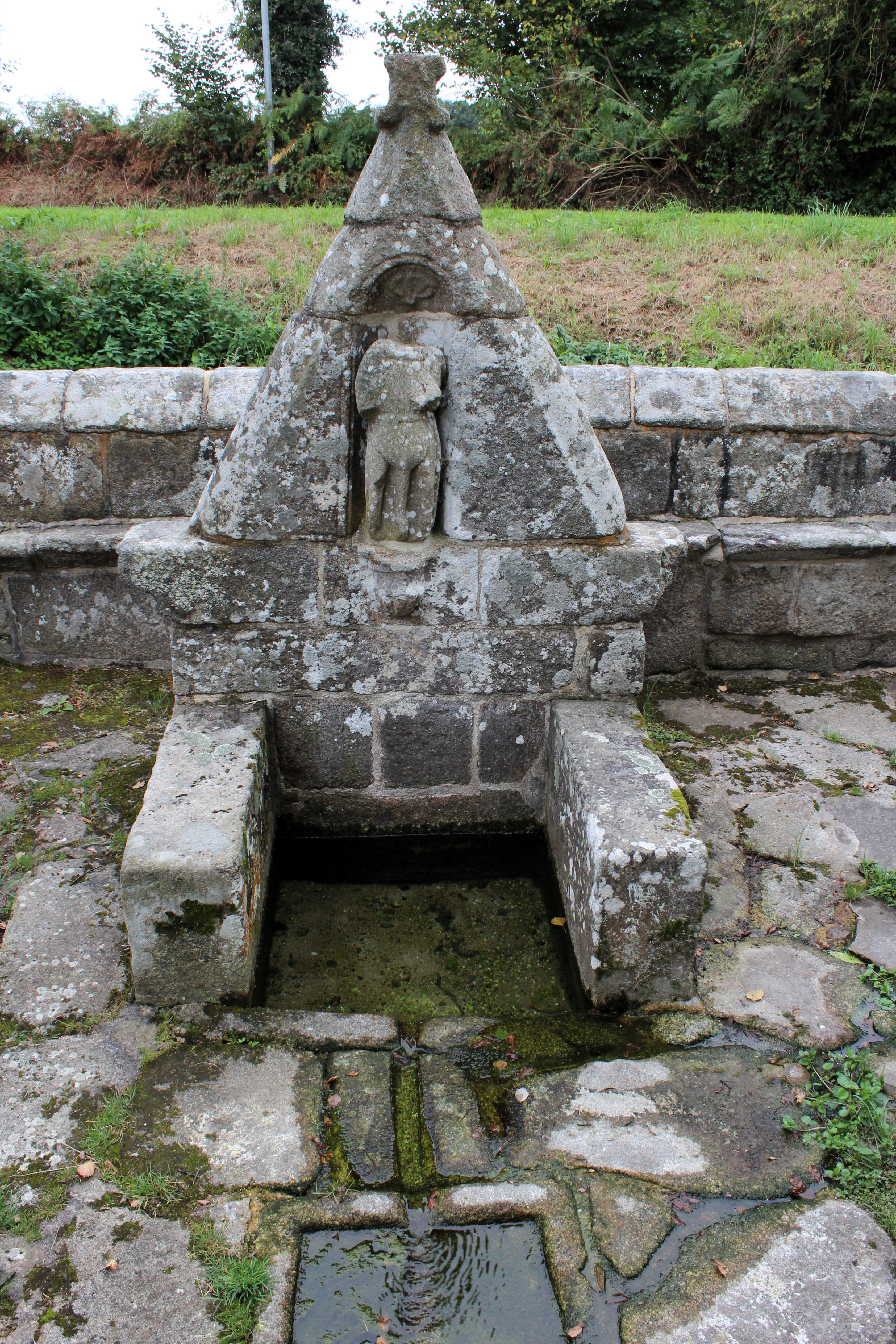
Brunnen Saint-Jean-Baptiste
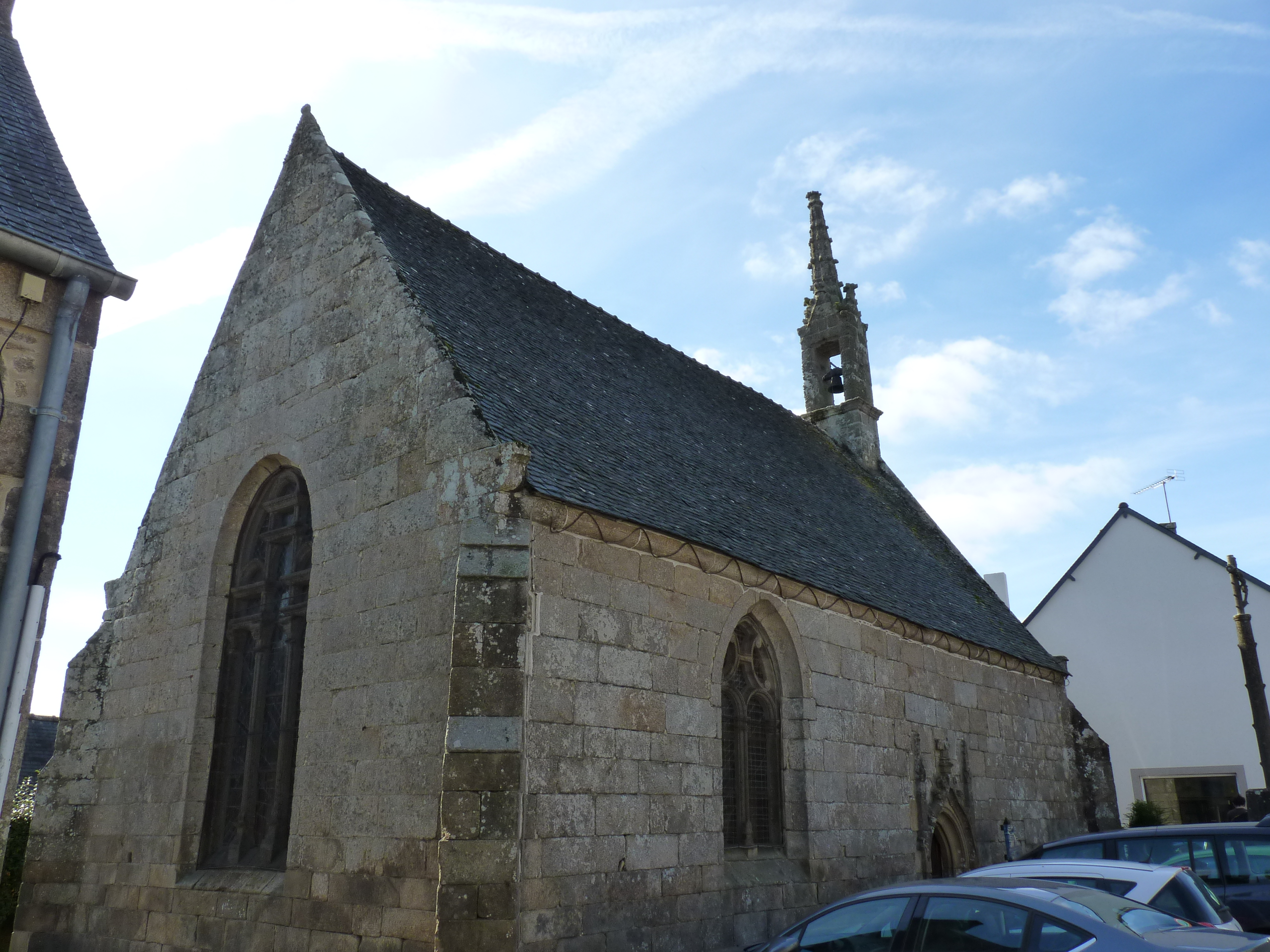
Kapelle Sainte-Barbe
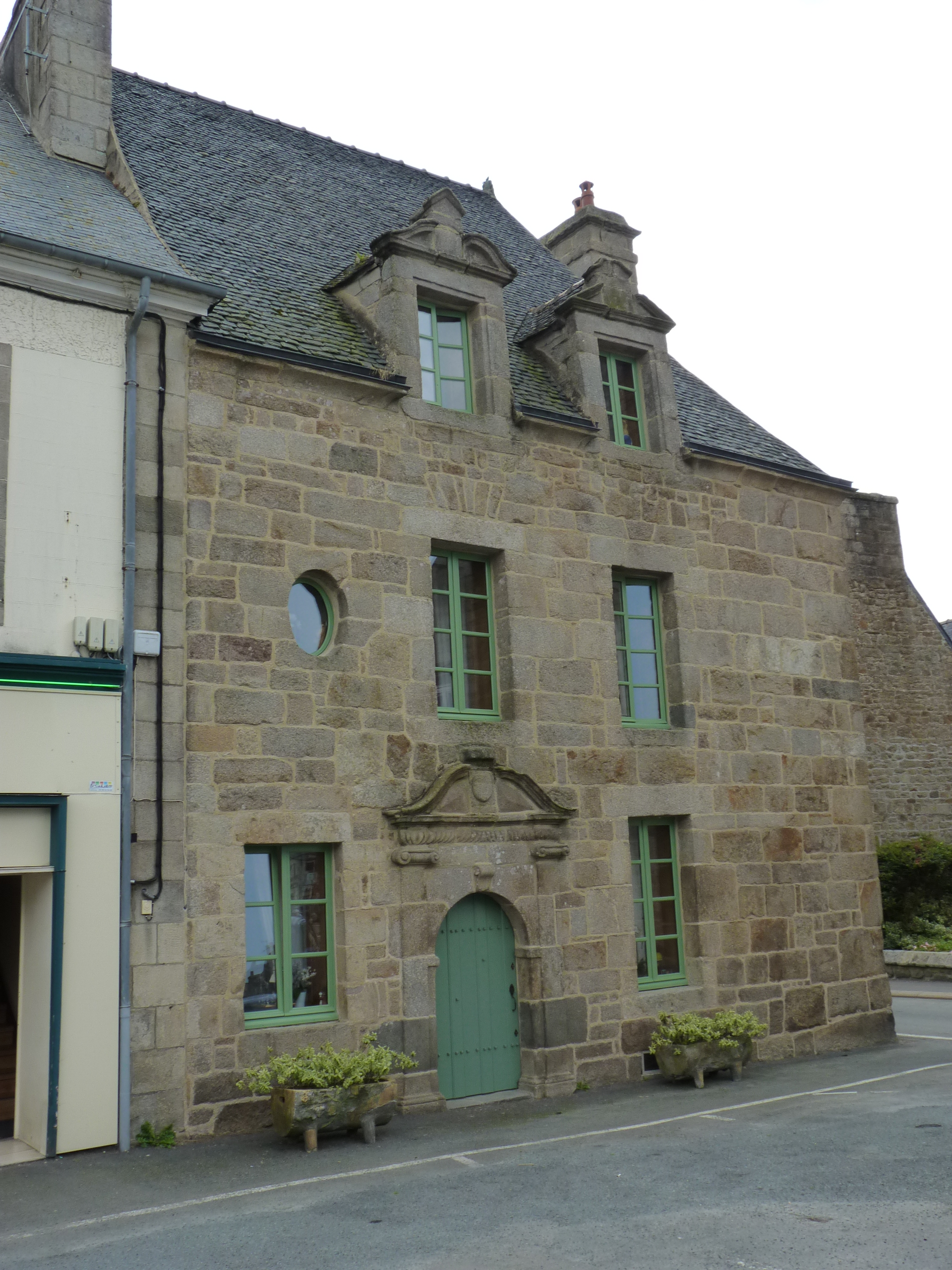
Haus aus dem 17. Jahrhundert
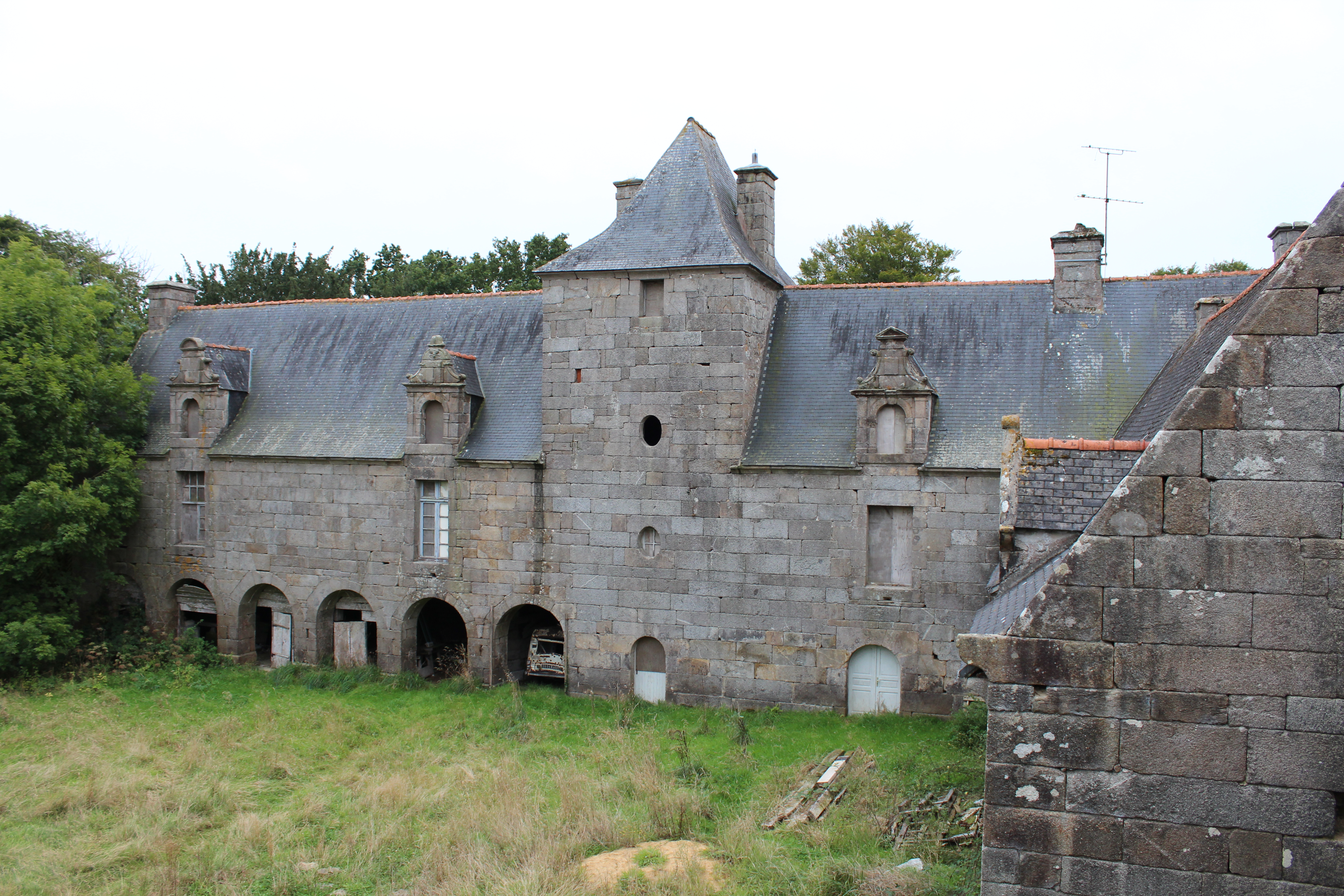
Herrenhaus von Guernachanay
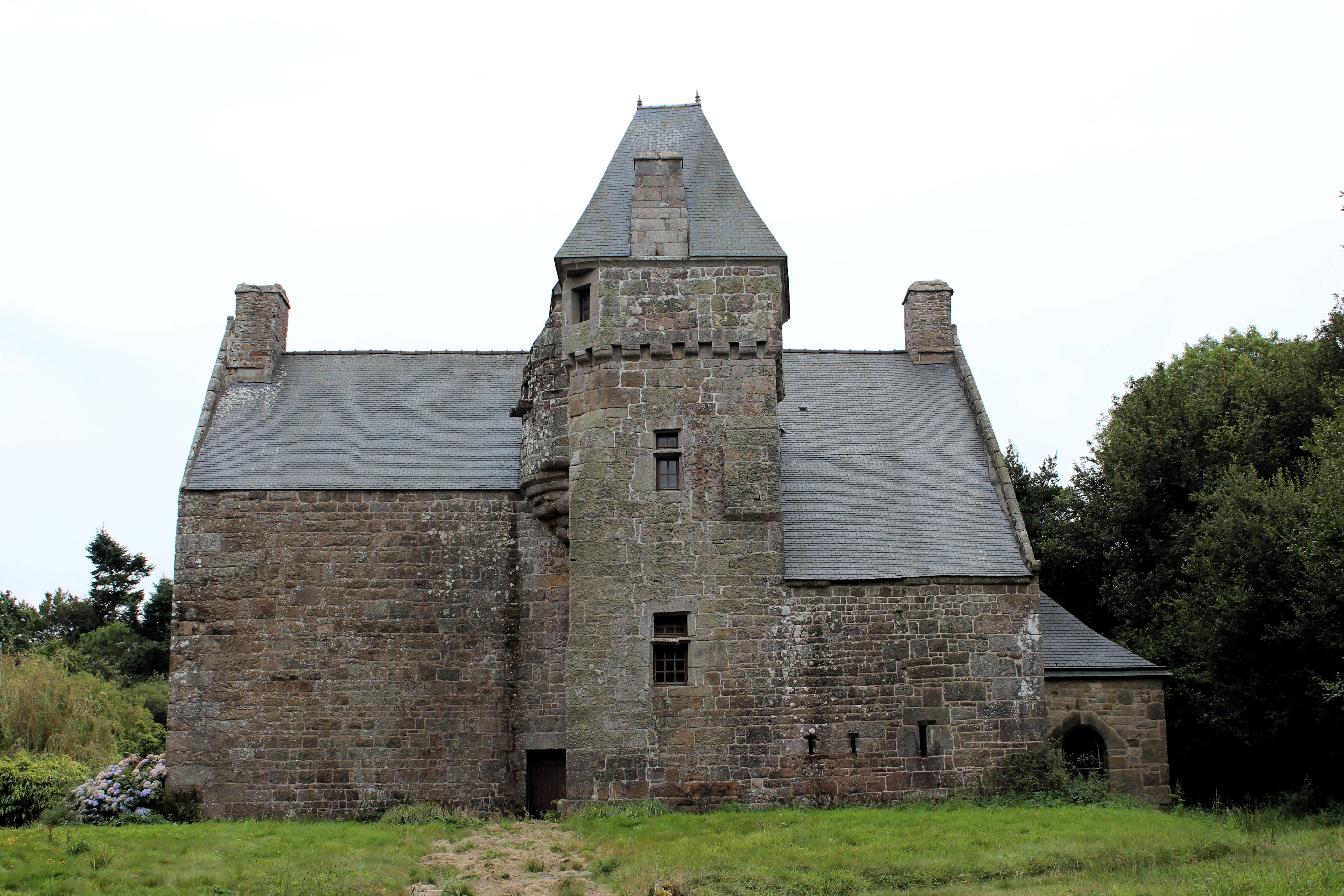
Herrenhaus von Kerbridou
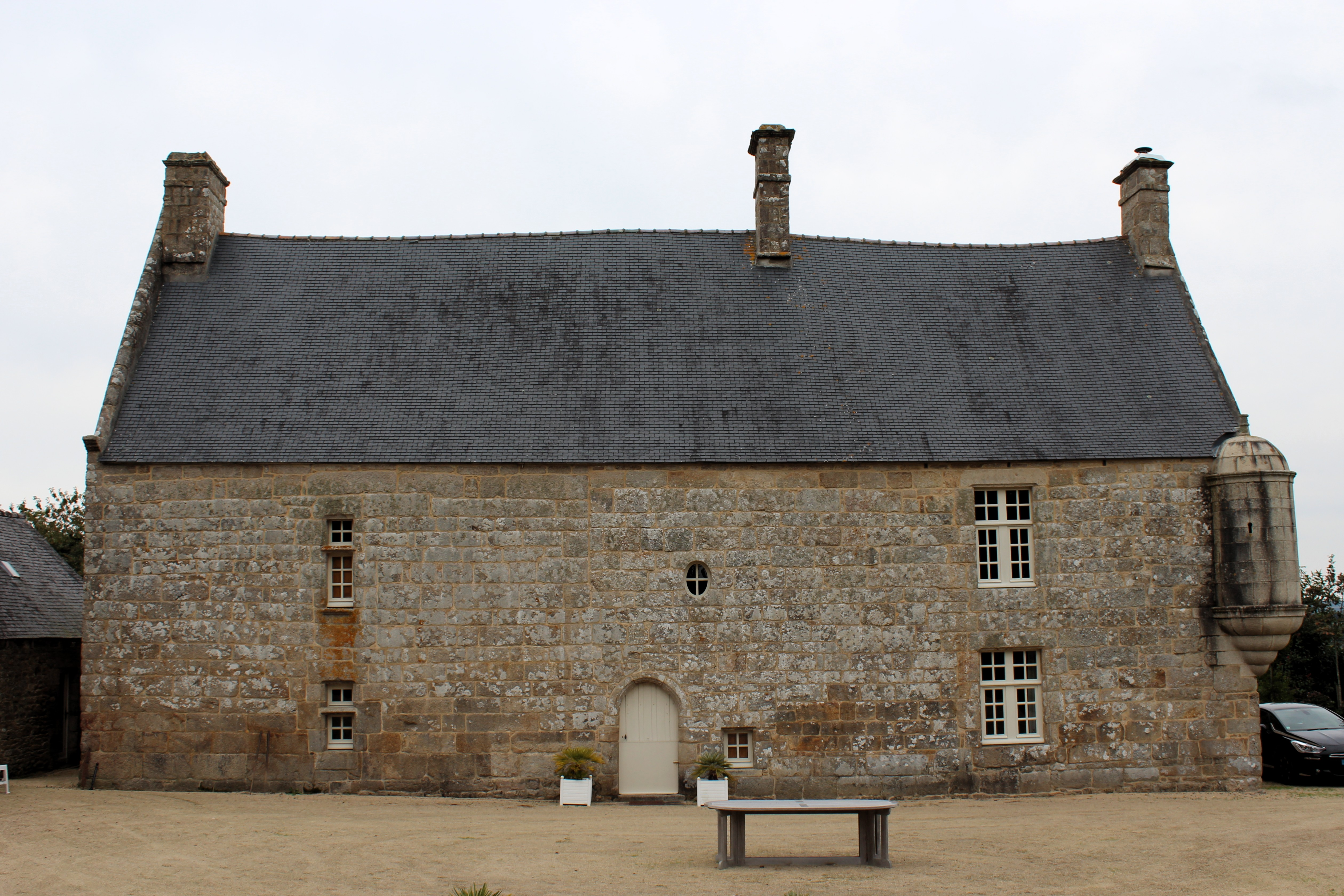
Herrenhaus von Kérépol.

## Gemeindepartnerschaft
Plouaret ist durch eine Partnerschaft mit der irischen Kleinstadt Charleville freundschaftlich verbunden.